# Elin Ek (programledare)
Elin Hermina Ek, född 28 december 1976 i Sundsvall, även känd som "Grynet", är en svensk programledare, radiopratare och tv-producent.

## Biografi
Elin Ek har framför allt blivit känd för sitt alter ego Grynet, en rollfigur som växte fram under en biltur 1999 när hon diskuterade med sin kollega Maria Örtengren om hur svårt det var att vara vuxen när man samtidigt har kvar barnet i sig. Karaktären lanserades i ungdomsprogrammet Jupiter, som producerades av Sveriges Television i Växjö.
Figuren Grynet har varit programledare och skådespelerska för SVT-programmen Grynets Show, Grynet på Vift och Grynets Megashow. Grynet har också varit med i Sveriges Radio-programmen Ketchup, P3 Star, samt programledare för scenshowen Sommartoppen år 2001 och 2002. År 2004 ledde Grynet deltävlingen Andra chansen i Melodifestivalen tillsammans med Henrik Johnsson och Liza Marklund.
År 2003 kom det ut en bok som Ek författade tillsammans med medhjälparen av Grynet, Maria Örtengren. I boken kan man hitta Grynets ABC för att förändra världen, idolintervjuer, Grynets rekord, horoskop, tester, tips och pyssel.
Hon anses ha en motsvarighet i Silvía Night från Island. Hon har varit med i UR:s program ”Grammatikbolaget” och ”The grammar company”. Ek var sommarvärd i Sveriges Radio P1:s Sommar den 5 juli 2004.
Elin Ek har under 2005 varit programledare för Sveriges Radio-programmet Elin Ek i P3 och Nickelodeon Kids Choice Awards, som sändes i Nickelodeon och TV4. Under 2005 turnerade hon riket runt med sin föreläsning, där hon berättar om hur det gick till när Grynet blev en av landets starkaste opinionsbildare, om folks reaktioner och händelser framför och bakom kameran. Sommaren 2005 var hon även vikarie för programmet Lantz i P3. Under våren 2006 var Elin tillsammans med David Batra som programledare i SVT:s Folkvald och under hösten turnerade hon med Kvinnor Kan och Kom Tek. Under hela 2007 sände hon programmet Radiobåten på Sveriges Radio, och under 2008 var hon programledare för Psalmtoppen i SVT.
Den 19 april 2011 påbörjades Gloria, det så kallade webb-tv-programmet/bloggen på SVT:s webbplats. Elins "Gloria" är en rollfigur som är profilerad mot en ungdomlig publik. Elin spelar en vuxen kvinna på snart 40 år som berättar allt orättvist som vuxna gör.
Hösten 2011 kom Elin Ek ut med boken Supertanten. Hon berättar personligt och initierat om tanter som inspirerat henne, om sådant som hon fått av tanter, lärt av tanter och beundrat tanter för.
År 2015 gav Elin Ek ut Jag grejar, alltså finns jag. Här visar hon på vad man kan göra, greja, för att både ha roligt och samtidigt tillverka bra saker som till exempel ett tovat fodral till paddan eller en ögonmask när man vill vara lite privat. 

### Familj
Elin Ek är syster till Elias Ek och Simon Ek.

## Priser och utmärkelser
- 2003 Årets Hetero
- 2004 Tillsammans med Maria Örtengren fick Elin RFSU-priset
- 2005 Miljöpartiets kongresspris
- 2005 Årets Juniskompis (IOGT-NTO)
- 2005 Rausings Talarpris Lunds Universitet
- 2005 Studieförbundet Vuxenskolans Folkbildningspris
- 2005 Utsedd till ambassadör för RBU, Riksförbundet för Rörelsehindrade Barn och Ungdomar.